# Kopuń
Kopuń (ros. Копунь) – wieś w Rosji, w Kraju Zabajkalskim, w rejonie szełopugińskim. W 2010 liczyła 492 mieszkańców.